# Tale e quale Sanremo (prima edizione)
La prima edizione del talent show Tale e quale Sanremo (spin-off di Tale e quale show) è andata in onda il 18 e il 25 febbraio 2023 per due puntate con la conduzione di Carlo Conti in prima serata su Rai 1.
La giuria è stata composta da Loretta Goggi, Giorgio Panariello e Cristiano Malgioglio.
La seconda puntata si è aperta con un messaggio del conduttore in omaggio a Maurizio Costanzo, scomparso il 24 febbraio 2023.
L'edizione è stata vinta da Gilles Rocca, si classifica al secondo posto Paolo Conticini, segue al terzo posto Valerio Scanu.

## Il programma
Questo spin-off prevede una gara fra tredici VIP che hanno partecipato alle precedenti edizioni del programma. Ciascuno di essi è impegnato nell'imitazione di personaggi celebri del Festival della canzone italiana attraverso la reinterpretazione dei brani di questi ultimi dal vivo. Al termine della serata sono sottoposti al giudizio di una giuria. Ogni giurato dichiara i suoi voti per ciascun concorrente, assegnando da sei a diciotto punti. Inoltre, ciascun concorrente in gara deve dare cinque punti ad uno dei concorrenti o a sé stesso, che si sommano a quelli assegnati dalla giuria, determinando così la classifica della puntata.

## Cast

### Concorrenti

#### Uomini
| Concorrente                             | Edizione di provenienza | Posizione |
| --------------------------------------- | ----------------------- | --------- |
| Paolo Conticini                         | 2ª edizione             | 5º posto  |
| Valerio Scanu                           | 4ª edizione             | 2º posto  |
| Pierpaolo Pretelli                      | 11ª edizione            | 5º posto  |
| Andrea Dianetti                         | 12ª edizione            | 2º posto  |
| Gilles Rocca                            | 12ª edizione            | 3º posto  |
| Francesco Paolantoni e Gabriele Cirilli | 12ª edizione            | 10º posto |

#### Donne
| Concorrente       | Edizione di provenienza | Posizione |
| ----------------- | ----------------------- | --------- |
| Bianca Guaccero   | 5ª edizione             | 4º posto  |
| Carolina Rey      | 10ª edizione            | 4º posto  |
| Stefania Orlando  | 11ª edizione            | 7º posto  |
| Alba Parietti     | 11ª edizione            | 9º posto  |
| Valentina Persia  | 12ª edizione            | 6º posto  |
| Rosalinda Cannavò | 12ª edizione            | 7º posto  |
| Valeria Marini    | 12ª edizione            | 11º posto |

### Giudici
La giuria è composta da:
- Loretta Goggi
- Cristiano Malgioglio
- Giorgio Panariello[1]

#### Quarto giudice
In quest'edizione la giuria è stata affiancata dalla presenza di un imitatore, che partecipa al voto delle esibizioni e stila una propria classifica come quarto giudice, vestendo i panni di un personaggio famoso per l'intera serata.
| Puntata | Messa in onda    | Quarto giudice    | Quarto giudice          |
| Puntata | Messa in onda    | Giudice imitatore | Personaggio imitato     |
| ------- | ---------------- | ----------------- | ----------------------- |
| 1       | 18 febbraio 2023 | Leonardo Fiaschi  | Roberto Benigni         |
| 2       | 25 febbraio 2023 | Claudio Lauretta  | Antonino Cannavacciuolo |

### Coach
I coach dei concorrenti sono:
- Daniela Loi: vocal coach
- Matteo Becucci: vocal coach
- Maria Grazia Fontana: vocal coach
- Fabrizio Mainini: coreografo
- Emanuela Aureli: imitatrice
- Antonio Mezzancella: vocal coach
- Pinuccio Pirazzoli: direttore d'orchestra

## Puntate

### Prima puntata
La prima puntata è andata in onda il 18 febbraio 2023 ed è stata vinta da Gilles Rocca, che ha interpretato Daniele Silvestri in Salirò.
| Ordine | Canzone e cantante imitato                     | Concorrente                             | Già imitato                  | Punteggio | Pieraccioni | Goggi | Malgioglio | Fiaschi | Concorrenti |
| ------ | ---------------------------------------------- | --------------------------------------- | ---------------------------- | --------- | ----------- | ----- | ---------- | ------- | ----------- |
| 11     | Salirò - Daniele Silvestri                     | Gilles Rocca                            | No                           | 63        | 14          | 15    | 13         | 16      | 5           |
| 12     | Come si cambia - Fiorella Mannoia              | Stefania Orlando                        | Sì                           | 61        | 12          | 11    | 15         | 13      | 10          |
| 2      | Il cuore è uno zingaro - Nicola di Bari        | Paolo Conticini                         | Sì                           | 60        | 13          | 14    | 14         | 14      | 5           |
| 6      | Quando quando quando - Tony Renis              | Valerio Scanu                           | No                           | 58        | 15          | 12    | 16         | 15      | -           |
| 4      | La notte - Arisa                               | Bianca Guaccero                         | Sì                           | 57        | 11          | 13    | 12         | 11      | 10          |
| 1      | Sono solo parole - Noemi                       | Valentina Persia                        | No                           | 52        | 16          | 16    | 8          | 12      | -           |
| 7      | Grazie dei fiori - Nilla Pizzi                 | Valeria Marini                          | No                           | 39        | 6           | 8     | 10         | 5       | 10          |
| 9      | Non ho l'età (per amarti) - Gigliola Cinquetti | Rosalinda Cannavò                       | No                           | 37        | 5           | 10    | 7          | 10      | 5           |
| 5      | Felicità - Al Bano e Romina Power              | Francesco Paolantoni e Gabriele Cirilli | No (Paolantoni) Sì (Cirilli) | 36        | 10          | 5     | 5          | 6       | 10          |
| 3      | Noi, ragazzi di oggi - Luis Miguel             | Pierpaolo Pretelli                      | No                           | 35        | 9           | 6     | 6          | 9       | 5           |
| 8      | Storie di tutti i giorni - Riccardo Fogli      | Andrea Dianetti                         | No                           | 35        | 7           | 9     | 11         | 8       | -           |
| 10     | Ciao amore, ciao - Dalida                      | Alba Parietti                           | No                           | 31        | 8           | 7     | 9          | 7       | -           |

- Giudice imitatore: Leonardo Fiaschi che imita Roberto Benigni
- Ospiti: Gemelli di Guidonia che imitano Il Volo in Grande amore

### Seconda puntata
La seconda puntata è andata in onda il 25 febbraio 2023 ed è stata vinta da Gilles Rocca, che ha interpretato Francesco Gabbani in Occidentali's Karma. Questa puntata ha inoltre decretato Gilles Rocca campione dell'edizione.
| Ordine | Canzone e cantante imitato                                       | Concorrente                             | Già imitato | Punteggio | Panariello | Goggi | Malgioglio | Lauretta | Concorrenti |
| ------ | ---------------------------------------------------------------- | --------------------------------------- | ----------- | --------- | ---------- | ----- | ---------- | -------- | ----------- |
| 2      | Occidentali’s Karma - Francesco Gabbani                          | Gilles Rocca                            | No          | 62        | 12         | 16    | 16         | 13       | 5           |
| 11     | Fai rumore - Diodato                                             | Andrea Dianetti                         | No          | 60        | 16         | 15    | 8          | 16       | 5           |
| 4      | Ancora - Eduardo De Crescenzo                                    | Paolo Conticini                         | Sì          | 57        | 14         | 12    | 14         | 12       | 5           |
| 7      | Io ti darò di più - Orietta Berti                                | Valerio Scanu                           | Sì          | 57        | 13         | 13    | 11         | 15       | 5           |
| 10     | La terra dei cachi - Elio e le Storie Tese                       | Valentina Persia                        | No          | 56        | 11         | 11    | 15         | 14       | 5           |
| 5      | Non dirgli mai - Gigi D'Alessio                                  | Pierpaolo Pretelli                      | No          | 53        | 15         | 14    | 10         | 9        | 5           |
| 9      | Gli uomini non cambiano - Mia Martini                            | Bianca Guaccero                         | Sì          | 45        | 10         | 10    | 9          | 11       | 5           |
| 8      | Per Elisa - Alice                                                | Alba Parietti                           | Sì          | 40        | 7          | 9     | 13         | 6        | 5           |
| 3      | E dimmi che non vuoi morire - Patty Pravo                        | Valeria Marini                          | Sì          | 37        | 6          | 7     | 12         | 7        | 5           |
| 1      | Un'emozione da poco - Anna Oxa                                   | Stefania Orlando                        | Sì          | 36        | 8          | 8     | 7          | 8        | 5           |
| 12     | Ma che freddo fa - Nada                                          | Carolina Rey                            | Sì          | 36        | 9          | 6     | 6          | 10       | 5           |
| 6      | Chi non lavora non fa l'amore - Adriano Celentano e Claudia Mori | Francesco Paolantoni e Gabriele Cirilli | No          | 25        | 5          | 5     | 5          | 5        | 5           |

- Giudice imitatore: Claudio Lauretta che imita Antonino Cannavacciuolo
- Ospiti: Deborah Johnson che imita Diana Ross in Upside down e Agostino Penna che imita Elton John in Your Song e Crocodile Rock
- Nota: ciascun concorrente ha assegnato i suoi cinque punti al concorrente dell'esibizione successiva, e l'ultimo li ha assegnati al primo.

## Cinque punti dei concorrenti
Ogni concorrente deve dare cinque punti a uno degli altri concorrenti (oppure a sé stesso). Questi cinque punti, assegnati prima dei punteggi forniti dai membri della giuria, contribuiscono a formare la classifica finale e il vincitore di puntata, che viene svelato al termine della stessa.
| Puntata | Cannavò/Rey | Conticini | Dianetti | Guaccero | Marini    | Orlando   | Paolantoni e Cirilli | Parietti             | Persia               | Pretelli             | Rocca  | Scanu    |
| ------- | ----------- | --------- | -------- | -------- | --------- | --------- | -------------------- | -------------------- | -------------------- | -------------------- | ------ | -------- |
| 1       | Pretelli    | Orlando   | Orlando  | Marini   | Guaccero  | Conticini | Rocca                | Paolantoni e Cirilli | Paolantoni e Cirilli | Cannavò              | Marini | Guaccero |
| 2       | Orlando     | Pretelli  | Rey      | Persia   | Conticini | Rocca     | Scanu                | Guaccero             | Dianetti             | Paolantoni e Cirilli | Marini | Parietti |

## Classifica generale
| Posizione | Concorrente                             | Punti |
| --------- | --------------------------------------- | ----- |
| 1         | Gilles Rocca                            | 125   |
| 2         | Paolo Conticini                         | 117   |
| 3         | Valerio Scanu                           | 115   |
| 4         | Valentina Persia                        | 108   |
| 5         | Bianca Guaccero                         | 102   |
| 6         | Stefania Orlando                        | 97    |
| 7         | Andrea Dianetti                         | 95    |
| 8         | Pierpaolo Pretelli                      | 88    |
| 9         | Valeria Marini                          | 76    |
| 10        | Rosalinda Cannavò/Carolina Rey          | 73    |
| 11        | Alba Parietti                           | 71    |
| 12        | Francesco Paolantoni e Gabriele Cirilli | 61    |

- Gilles Rocca vince la prima edizione di Tale e quale Sanremo.
- Paolo Conticini è il secondo classificato.
- Valerio Scanu è il terzo classificato.

## Ascolti
| Puntata | Messa in onda    | Telespettatori | Share  |
| ------- | ---------------- | -------------- | ------ |
| 1       | 18 febbraio 2023 | 3 598 000      | 23,70% |
| 2       | 25 febbraio 2023 | 4 185 000      | 28,50% |
| Media   | Media            | 3 892 000      | 26,10% |